# Massartia javanica
Massartia javanica är en svampart som beskrevs av De Wild. 1897. Massartia javanica ingår i släktet Massartia, ordningen Zoopagales, divisionen oksvampar och riket svampar.   Inga underarter finns listade i Catalogue of Life.